# Emiliano Zuleta
Emiliano Zuleta Baquero, né le 11 janvier 1912 à La Jagua del Pilar (département de La Guajira) en Colombie et mort le 30 octobre 2005 à Valledupar (département de Cesar), est un chanteur et compositeur de Vallenato colombien, il est également accordéoniste. Il composa la chanson emblématique La gota fría en 1938,. Il a enregistré plus de trente albums avec ses frères. Emiliano réalise avec ses chansons, la narration de son propre univers, celui du monde de l'homme caribéen dans l'utilisation du quatrain. 

## Compositions
- La gota fría, Ce vallenato est issu de la  tradition de Valledupar de lancer des « piquerias », sorte des joutes orales au cours desquelles pour démontrer sa virtuosité en improvisant des vers en se moquant de son adversaire, que ce soit à propos de son physique, de son origine sociale ou de son comportement[6].
- Esta Carta
- Carmen Díaz
- El zorro[5]
- El robo
- La pimientica
- Con la misma fuerza
- El indio Manuel María
- El regreso de Carmen
- Mis hijos
- El piñal
- La enfermedad de Emiliano
- Villanueva
- Las enfermeras[5]
- Mis pocos días
- Doce palabras
- La Pule
- Mañanita De Invierno[7]